# Akar Akar
Akar Akar is een bestuurslaag in het regentschap Noord-Lombok van de provincie West-Nusa Tenggara, Indonesië. Akar Akar telt 6240 inwoners (volkstelling 2010).